# Koi Suru Fortune Cookie
«Koi Suru Fortune Cookie» (яп. 恋するフォーチュンクッキー) — 32-й сингл японской идол-группы AKB48. Выходит в Японии 21 августа 2013 года на лейбле King Records.

## История
Девушки, принимающие участие в записи этого сингла, были определены на 5-х выборах AKB48, состоявшихся в мае—июне 2013 года. Наибольшее количество голосов получила Рино Сасихара, она и станет центром в заглавной песне (т. е. участницей, которая находится в центре в хореографии к этой песне). Для Рино Сасихары это первая центральная позиция в сингле AKB48. По бокам от неё находятся Юко Осима и Маю Ватанабэ, занявшие, соответственно, 2 и 3 места.
Этот сингл станет последним синглом AKB48 с участием Марико Синода и Томоми Итано, ранее анонсировавшими, что «выпускаются» (уходят) из группы.
«Koisuru Fortune Cookie» — танцевальный номер, отражающий характер Сасихары. Участницы одеты в костюмы марширующего оркестра.
Видеоклип к «Koi Suru Fortune Cookie» был снят в префектуре Фукуока. В массовке приняли участие 3800 местных жителей.
Премьера заглавной песни «Koisuru Fortune Cookie» состоялась 29 июня в специальной (нерегулярной) программе «Ongaku no Hi» на канале TBS.

## Список композиций
Сингл будет издан в 4-х версиях — Type A (CD+DVD), Type K (CD+DVD), Type B (CD+DVD) и в театральном издании (яп. 劇場盤) (CD). Поскольку Type A, Type K и Type B будут в двух вариантах с разными каталоговыми номерами, обычном и лимитированном, то по факту версий будет 7.
На сингле будет несколько песен, список песен в различных версиях будет несколько отличаться.

## Участницы

### «Koi Suru Fortune Cookie»
Заглавная песня исполняется сембацу из 16 девушек, занявшими места с 1 по 16 в 5-х выборах группы AKB48.

Центр — Рино Сасихара. Номер в скобках — место, которое данная участница заняла в выборах.
- Team A: Марико Синода (5), Минами Такахаси (8), Юи Ёкояма (13), Маю Ватанабэ (3)
- Team K: Томоми Итано (11), Юко Осима (2)
- Team B: Юки Касиваги (4), Харуна Кодзима (9), Харука Симадзаки (12)
- SKE48 Team S / AKB48 Team K: Дзюрина Мацуи (6)
- SKE48 Team KII: Акари Суда (16)
- SKE48 Team E: Рэна Мацуи (7)
- NMB48 Team N / AKB48 Team B: Миюки Ватанабэ (15)
- NMB48 Team N: Саяка Ямамото (14)
- HKT48 Team H: Рино Сасихара (1)
- SNH48: Саэ Миядзава (10)